# Шамир (медицинский центр)
 Медицинский центр Шами́р (ивр. המרכז הרפואי שמיר‎) (до 2017 года — «Асаф ха-Рофе», ивр. מרכז רפואי אסף הרופא‎) — третья по величине больница в израильской государственной системе здравоохранения, предоставляющая полный комплекс медицинских услуг. Центр находится на территории Беэр-Яакова и назван в честь седьмого премьер-министра Израиля Ицхака Шамира. До 2017 года назывался в честь Асафа ха-Рофе — автора древнейшего известного медицинского трактата на иврите.
По данным на 2012 год, территория медицинского центра составляет около 0,3 га. Больница рассчитана на 848 больничных коек. В «Асаф ха-Рофе» работают около 3400 врачей, научных и медицинских работников, добровольцев и административных служащих.
Медицинский центр оказывает практически все виды медицинских услуг, начиная от лечения бесплодия и приёма родов, кончая различными видами хирургического лечения, интенсивной терапии, гемодиализа, лечения онкологических и гематологических заболеваний, реабилитации и др. В больнице не проводятся кардиохирургические операции и пересадки органов, также не применяется радиотерапия.
Медицинский центр тесно связан с факультетом медицины Тель-Авивского университета и является также учебным и научно-исследовательским центром.